# Iker Romero
Iker Romero Fernández (Vitoria, 15 giugno 1980) è un ex pallamanista e allenatore di pallamano spagnolo di origine basca.

## Palmarès
- Giochi olimpici

Pechino 2008: bronzo.
- Mondiali

Tunisia 2005: oro.
Svezia 2011: bronzo.
- Europei

Svizzera 2006: argento.